# San Antonio Oeste
San Antonio Oeste ist eine Hafenstadt im südlichen Argentinien. Die Hauptstadt des Departamento San Antonio liegt an der Atlantikküste der Provinz Río Negro am Golfo San Matías und hat 21.643 Einwohner (Volkszählung 2010 des Instituto Nacional de Estadística y Censos (INDEC)). Das Stadtgebiet ist weitläufig, eines der Stadtviertel ist das beliebte Seebad Las Grutas.

## Lage
Der Golfo San Matías, eine weitläufige Bucht an der Atlantikküste, bildet an seiner Nordspitze die Bucht von San Antonio, die im Süden von zwei Landzungen begrenzt wird. Auf der westlichen Landzunge liegt San Antonio Oeste, auf der östlichen (der Punta Villarino) das kleinere San Antonio Este. Die Gegend ist von der patagonischen Steppe geprägt, es gibt vereinzelte Tafelberge und Salzseen.

## Klima
Das Klima ist warmgemäßigt und hat mit durchschnittlich 23 °C im Januar die wärmsten Sommer der gesamten argentinischen Atlantikküste, wirkt durch den oft wehenden Pampero-Wind jedoch sehr rau. Die Niederschlagsmenge liegt bei etwa 250 Millimetern, die über das ganze Jahr verteilt fallen.
|                        | Jan  | Feb  | Mär  | Apr  | Mai  | Jun  | Jul  | Aug  | Sep  | Okt  | Nov  | Dez  |   |       |
| Mittl. Temperatur (°C) | 23,1 | 22,0 | 18,8 | 15,0 | 11,0 | 8,3  | 8,0  | 9,5  | 11,5 | 15,2 | 19,6 | 22,2 | ⌀ | 15,3  |
| Mittl. Tagesmax. (°C)  | 30,0 | 29,5 | 25,3 | 21,2 | 16,8 | 13,9 | 13,7 | 15,4 | 17,9 | 21,6 | 26,8 | 29,8 | ⌀ | 21,8  |
| Mittl. Tagesmin. (°C)  | 17,0 | 16,3 | 13,1 | 9,7  | 5,6  | 2,7  | 2,8  | 3,6  | 5,2  | 8,9  | 12,7 | 15,6 | ⌀ | 9,4   |
|                        |      |      |      |      |      |      |      |      |      |      |      |      |   |       |
| Niederschlag (mm)      | 30,7 | 23,5 | 37,7 | 29,6 | 25,0 | 26,7 | 12,8 | 20,2 | 10,5 | 19,8 | 15,5 | 6,7  | Σ | 258,7 |
|                        |      |      |      |      |      |      |      |      |      |      |      |      |   |       |
| Regentage (d)          | 5    | 5    | 5    | 6    | 4    | 7    | 3    | 5    | 4    | 5    | 3    | 3    | Σ | 55    |
|                        |      |      |      |      |      |      |      |      |      |      |      |      |   |       |
| Luftfeuchtigkeit (%)   | 46   | 54   | 60   | 64   | 68   | 69   | 67   | 63   | 58   | 54   | 46   | 44   | ⌀ | 57,8  |

| 17,0 |

| 16,3 |

| 13,1 |

| 9,7 |

| 5,6 |

| 2,7 |

| 2,8 |

| 3,6 |

| 5,2 |

| 8,9 |

| 12,7 |

| 15,6 |

| 17,0 |

| 16,3 |

| 13,1 |

| 9,7 |

| 5,6 |

| 2,7 |

| 2,8 |

| 3,6 |

| 5,2 |

| 8,9 |

| 12,7 |

| 15,6 |

| N i e d e r s c h l a g | 30,7 | 23,5 | 37,7 | 29,6 | 25,0 | 26,7 | 12,8 | 20,2 | 10,5 | 19,8 | 15,5 | 6,7 |
|                         | Jan  | Feb  | Mär  | Apr  | Mai  | Jun  | Jul  | Aug  | Sep  | Okt  | Nov  | Dez |

## Ortsteile
Die Stadt ist in drei Ortsteile aufgeteilt: das eigentliche San Antonio Oeste (16.265 Einwohner laut Volkszählung 2010), das an der Westküste der Bucht liegt, der Hafen Puerto San Antonio Este auf der gegenüberliegenden Ostseite der Bucht (381 Einwohner) und dem Badeort Las Grutas, 7 km südwestlich (4.807 Einwohner). Die drei Teile gelten in den Statistiken des INDEC als separate localidades (Orte), da die Bebauung zwischen ihnen nicht durchgängig ist. Die restlichen Einwohner wohnen auf dem Land. Ein weiterer Ortsteil, der allerdings nicht den Status eines solchen hat, ist die Umgebung der Straßenkreuzung zur Ruta Nacional 3, drei Kilometer nördlich des Zentrums, wo sich einige Dienstleistungsbetriebe für Reisende (Tankstellen, Gastronomie, Werkstätten, Vergnügungsstätten) befinden.

### San Antonio Oeste

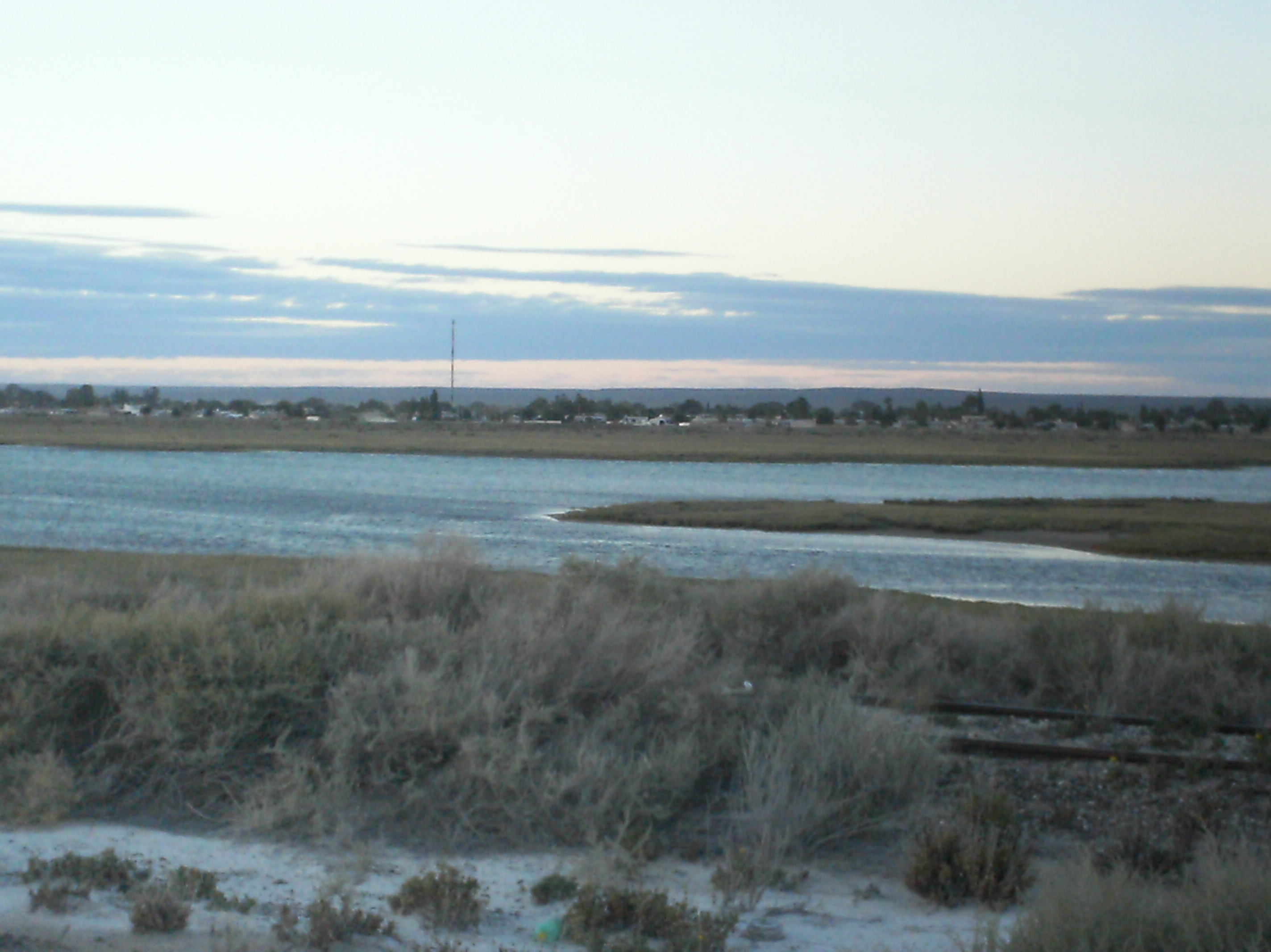
San Antonio und die Ausläufer der Bahía de San Antonio

Das eigentliche San Antonio Oeste zieht sich auf der Halbinsel Punta San Antonio etwa 5 Kilometer entlang der Eisenbahnlinie entlang. Das Zentrum liegt etwa 1 km westlich der Spitze der Halbinsel, die ältesten Bauten, Fischerhäuser aus Holz und Wellblech aus der Zeit um 1900, befinden sich jedoch direkt am Hafen, wo auch ein Badestrand angelegt wurde. Der Hafen, heute fast nur von Fischerbooten benutzt, ist nur bei Flut in Betrieb, da bei Ebbe die Bucht trockenliegt. Im Süden der Halbinsel liegt die Alkalifabrik ALPAT mit eigenem kleinen Hafen und Eisenbahnanbindung.
Weite Teile des Westteils des Ortes werden vom Bahnhof bestimmt, der ein großes, heute allerdings nahezu stillgelegtes Lager aufweist. Die Strecke wird heute nur noch von wenigen Zügen benutzt.

### San Antonio Este / Las Conchillas

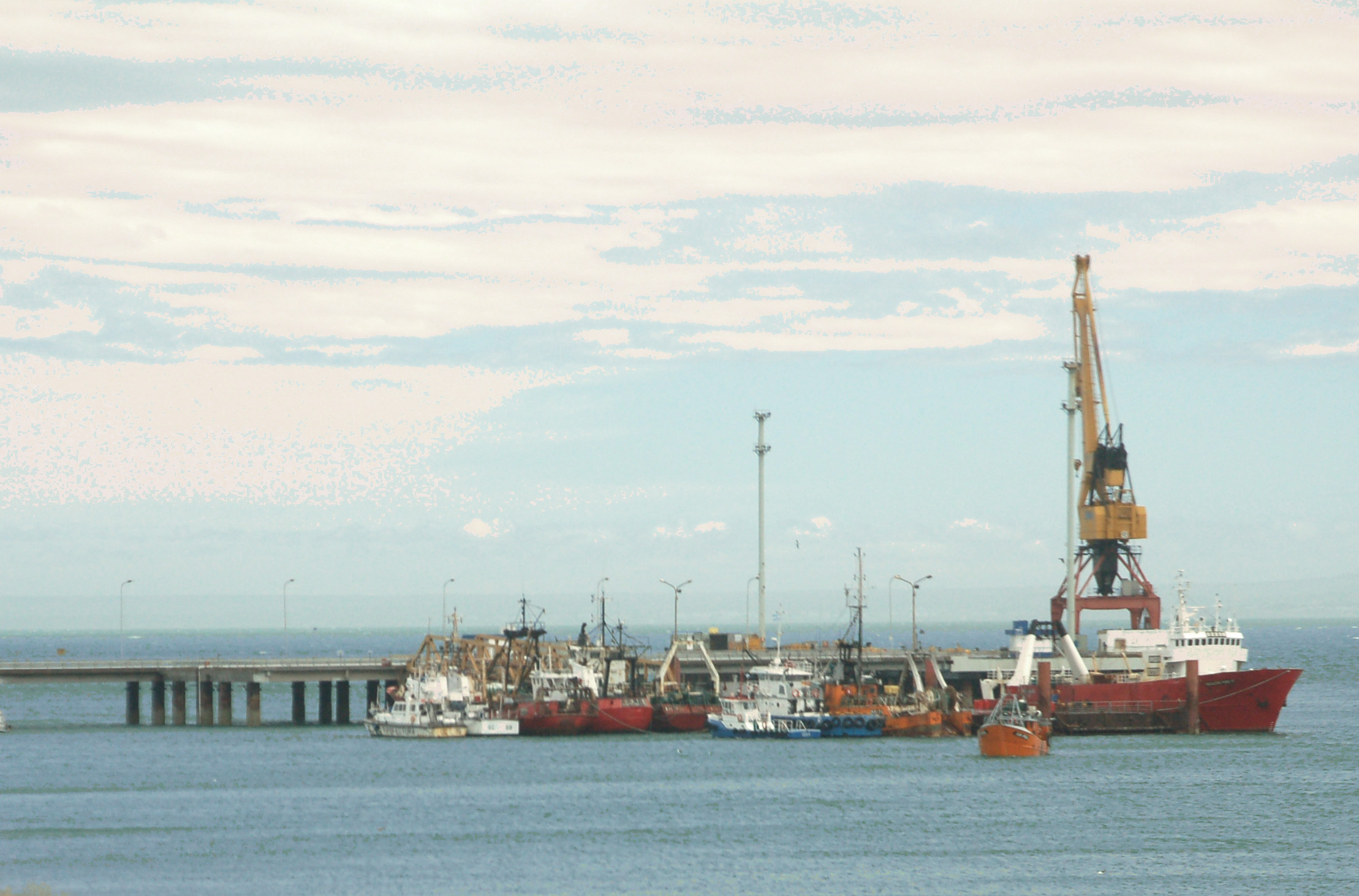
Hafen von San Antonio Este

San Antonio Este liegt an der Nordseite der Halbinsel Punta Villarino, die die Bucht von San Antonio im Südosten begrenzt und etwa einen Kilometer zur Punta San Antonio nach Süden verschoben liegt, etwa 3 km von der Spitze der Halbinsel selbst entfernt. Die Hafenanlagen nehmen den größten Teil des Ortes ein. In den letzten Jahren hat sich der Ort an die Südküste ausgedehnt, wo der bisher noch kleine touristische Badeort Las Conchillas am gleichnamigen Strand gebaut wird. An der Spitze der Halbinsel liegt ein Naturreservat mit einer Mähnenrobbenkolonie.

### Las Grutas

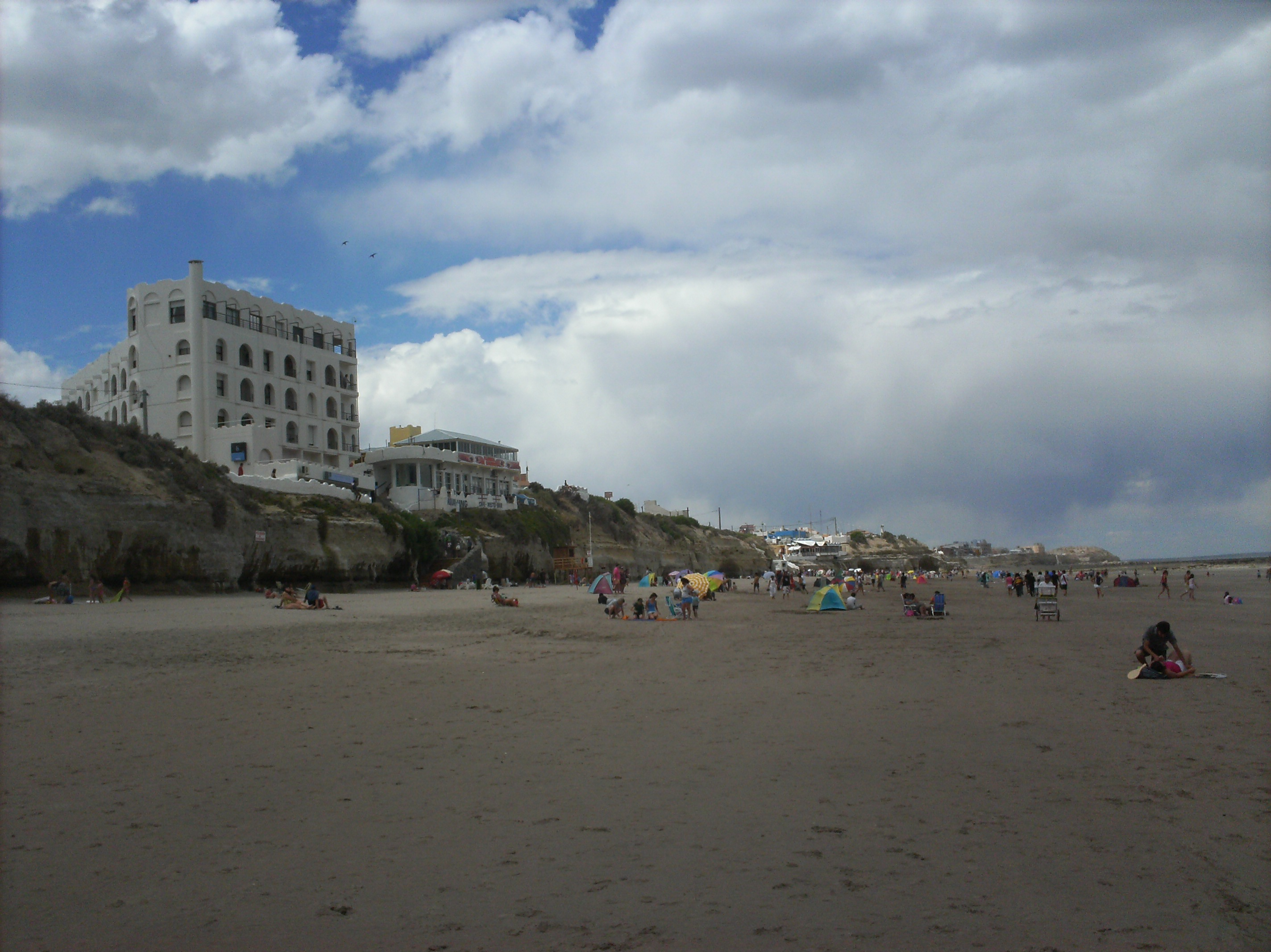
Strand und Casablanca-Gebäude in Las Grutas

Las Grutas war im Jahr 2013 mit 38.000 Betten das bedeutendste Seebad Patagoniens und wurde in der Hauptsaison im Januar und Februar von etwa 320.000 Touristen besucht. Der Ortsteil zieht sich vier Kilometer an der Küste entlang, die dort fast ausnahmslos den Charakter einer Steilküste mit Grotten annimmt, darunter befinden sich teils sandige, teils felsige Strände. Das 1964 gegründete Las Grutas war zunächst eine Wochenendsiedlung, wandelte sich jedoch ab den 1980er Jahren in ein touristisch orientiertes Seebad mit einem in der Saison sehr lebhaften Zentrum. Zahlreiche Bauten wurden der traditionellen arabischen Architektur nachempfunden, wie etwa der Geschäftskomplex Casablanca. Die Zahl der dauerhaften Einwohner, die sich zwischen 1991 und 2001 vervierfacht hatte, stieg von den 2.700 des Jahres 2001 bis 2010 weiter auf 4.800 an und machte damit in diesem Jahr etwa ein Fünftel der Gesamteinwohnerzahl von San Antonio Oeste aus.

## Geschichte
1779 erkundete eine spanische Expedition die Küste des Golfo San Matías, und da sie den Ort am Gedenktag Antonius des Großen (span. San Antonio Abad) erreichten, blieb der Name seither für die Bucht bestehen. Jedoch dauerte es bis 1898, bis nach der Vernichtungskampagne des Generals Julio Argentino Roca gegen die Indianer eine Hafensiedlung auf der Ost-Seite der Bucht angelegt wurde, die Puerto del Este genannt wurde und sich schnell zu einem bedeutenden Exporthafen entwickelte. An der Westseite etablierte sich ab 1905 ebenfalls eine Siedlung. Da die Wege zum Westort kürzer waren, wurde 1905 der Hafen hierhin verlegt, so dass das heutige San Antonio Oeste entstand. Nach dem Anschluss ans Eisenbahnnetz (1908) war San Antonio der Hafen, von dem aus die Materialien für den weiteren Bau der Eisenbahnstrecke nach San Carlos de Bariloche geliefert wurden, die 1934 fertiggestellt wurde. Danach verlor der Hafen an Bedeutung.
Infolge der Ansiedlung neuer Wirtschaftszweige und der Entwicklung des Tourismus stieg die Einwohnerzahl der Stadt zwischen den Volkszählungen 1991 und 2001 um 34,7 Prozent an.

## Kultur und Sehenswürdigkeiten
Die Stadt hat wenige architektonische Sehenswürdigkeiten. Es gibt noch einige Hütten, die aus Wellblech bestehen und Anfang des 20. Jahrhunderts die vorherrschende Hausform darstellten. Sehenswert ist die Residenz des Ingeniero Jacobacci und der Fischerhafen. Der englischen Architektur nachempfunden ist das Gebäude des Banco Nación, weiterhin gibt es ein neoklassizistisches Rathaus (municipalidad). Ebenfalls gibt es ein historisches Museum. Bekannt ist die Stadt außerdem für ihre guten Fischrestaurants.
In San Antonio befindet sich das Institut für Meeresbiologie Alfonsina Storni. In Las Grutas gibt es außerdem ein Kongresszentrum.

## Wirtschaft und Infrastruktur

### Wirtschaftszweige
San Antonio ist die wichtigste Hafenstadt der Provinz Río Negro. Der größte Hafen ist der 1983 eröffnete, für Überseeschiffe ausgelegte Osthafen (Puerto de San Antonio Este). Von dort aus werden Obst und andere landwirtschaftliche Produkte, die im Tal des Río Negro hergestellt werden, verschifft. Der ältere Westhafen, der nur bei Flut benutzbar ist, wird heute in geringem Maße von der Fischerei genutzt, die nur regionale Bedeutung besitzt. Weiterhin gibt es eine größere Fischfabrik. Ergänzt wird die Wirtschaft seit Ende der 1990er-Jahre durch die Alkali-Fabrik Alcalis de la Patagonia (ALPAT).

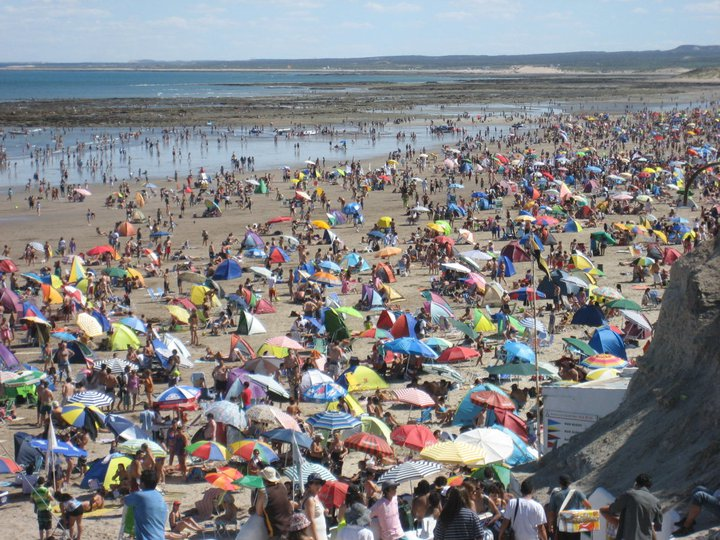
Strand von Las Grutas in der Hauptsaison

Seit den 1980er Jahren gewinnt der Tourismus in Las Grutas und seit den frühen 2000ern auch in San Antonio Este an Bedeutung. Ebenfalls ist die Stadt ein lokales Dienstleistungszentrum für die Schafzuchtbetriebe der Umgebung. Die Verschiffung der Wolle, anfangs die Hauptaktivität des Hafens, hat jedoch heute keine Bedeutung mehr.

### Verkehr
Der Flughafen Aeropuerto Antoine Saint-Exupéry, benannt nach dem bekannten französischen Schriftsteller und Piloten, der in der Gegend zahlreiche Flüge absolvierte, befindet sich zwischen dem eigentlichen San Antonio und Las Grutas. Bis 2009 wurde der Flughafen von LADE planmäßig angeflogen. Seit diesem Jahr beschränkt sich der Betrieb auf die Allgemeine Luftfahrt (Privat- und Geschäftsverkehr) und auf Regierungsflüge.
Der öffentliche Langstreckenverkehr wird hauptsächlich von Bussen bewältigt. San Antonio hat einen zentralen Busbahnhof im Westen des Stadtgebiets sowie zwei Haltepunkte nahe dem Hafen und direkt im Zentrum; die verschiedenen Buslinien verteilen sich auf diese drei Haltestellen. Weiterhin gibt es einen Busbahnhof in Las Grutas. Es gibt täglich eine Vielzahl von Busverbindungen nach Süden (bis Río Gallegos), Westen (Neuquén, Mendoza), Norden (Córdoba, bis Jujuy) und Nordosten (Bahía Blanca, Buenos Aires, Rosario), sowie einen Mittelstreckenbus nach Valcheta im Landesinneren.
Die Stadt liegt an der Bahnstrecke zwischen Buenos Aires und San Carlos de Bariloche, deren Betrieb jedoch zwischen Bahía Blanca und Viedma wegen des schlechten Streckenzustandes unterbrochen ist. Der Bahnhof liegt im Westen der Stadt.
Im öffentlichen Personennahverkehr gibt es eine eng getaktete Buslinie zwischen San Antonio und Las Grutas, weiterhin eine weniger häufig verkehrende nach San Antonio Este, wohin der Verkehr hauptsächlich mit privaten Booten bewältigt wird, weil der Landweg mit 60 Kilometern fünfmal so lang wie der Seeweg ist. Einen regulären Bootsdienst gibt es jedoch nicht, was mit dem Einfluss der Gezeiten zusammenhängt, da bei Ebbe die Bootsverbindung nahezu trockengelegt ist.

### Wasserversorgung
San Antonio Oeste besitzt keinen natürlichen Zugang zu Süßwasser. Das Trinkwasser wurde ursprünglich von der nahen Ortschaft Valcheta per Lastwagen und Eisenbahn herangebracht. 1972 wurde der Kanal Pomona – San Antonio Oeste eingeweiht, der die Stadt seitdem mit Trinkwasser versorgt. Er entnimmt das Wasser dem Río Negro bei Pomona in der Umgebung der Stadt Choele Choel.